# Shin’ya Katō
Shin’ya Katō (japanisch 加藤 慎也 Katō Shin’ya; * 19. September 1980 in der Präfektur Ibaraki) ist ein ehemaliger japanischer Fußballspieler.

## Karriere
Katō erlernte das Fußballspielen in der Jugendmannschaft von Kashima Antlers. Seinen ersten Vertrag unterschrieb er 1999 bei Kashima Antlers. Der Verein spielte in der höchsten Liga des Landes, der J1 League. 2002 wurde er an den Ligakonkurrenten JEF United Ichihara und Yokohama F. Marinos ausgeliehen. 2003 kehrte er zu Kashima Antlers zurück. 2005 wechselte er zum Ligakonkurrenten Kashiwa Reysol. Am Ende der Saison 2005 stieg der Verein in die J2 League ab. 2006 wurde er mit dem Verein Vizemeister der J2 League und stieg wieder in die J1 League auf. Für den Verein absolvierte er drei Ligaspiele. Im Juni 2009 wechselte er zum Zweitligisten Ehime FC. Für den Verein absolvierte er sieben Ligaspiele. 2010 wechselte er zum Ligakonkurrenten Ventforet Kofu. 2011 wechselte er zum Drittligisten AC Nagano Parceiro. Ende 2011 beendete er seine Karriere als Fußballspieler.

## Erfolge
Kashima Antlers
- J1 League

Meister: 2000, 2001
- J.League Cup

Sieger: 2000, 2002
Finalist: 1999, 2003
- Kaiserpokal

Sieger: 2000
Finalist: 2002
Yokohama F. Marinos
- J1 League

Vizemeister: 2002
Kashiwa Reysol
Finalist: 2008